# Borrelglas

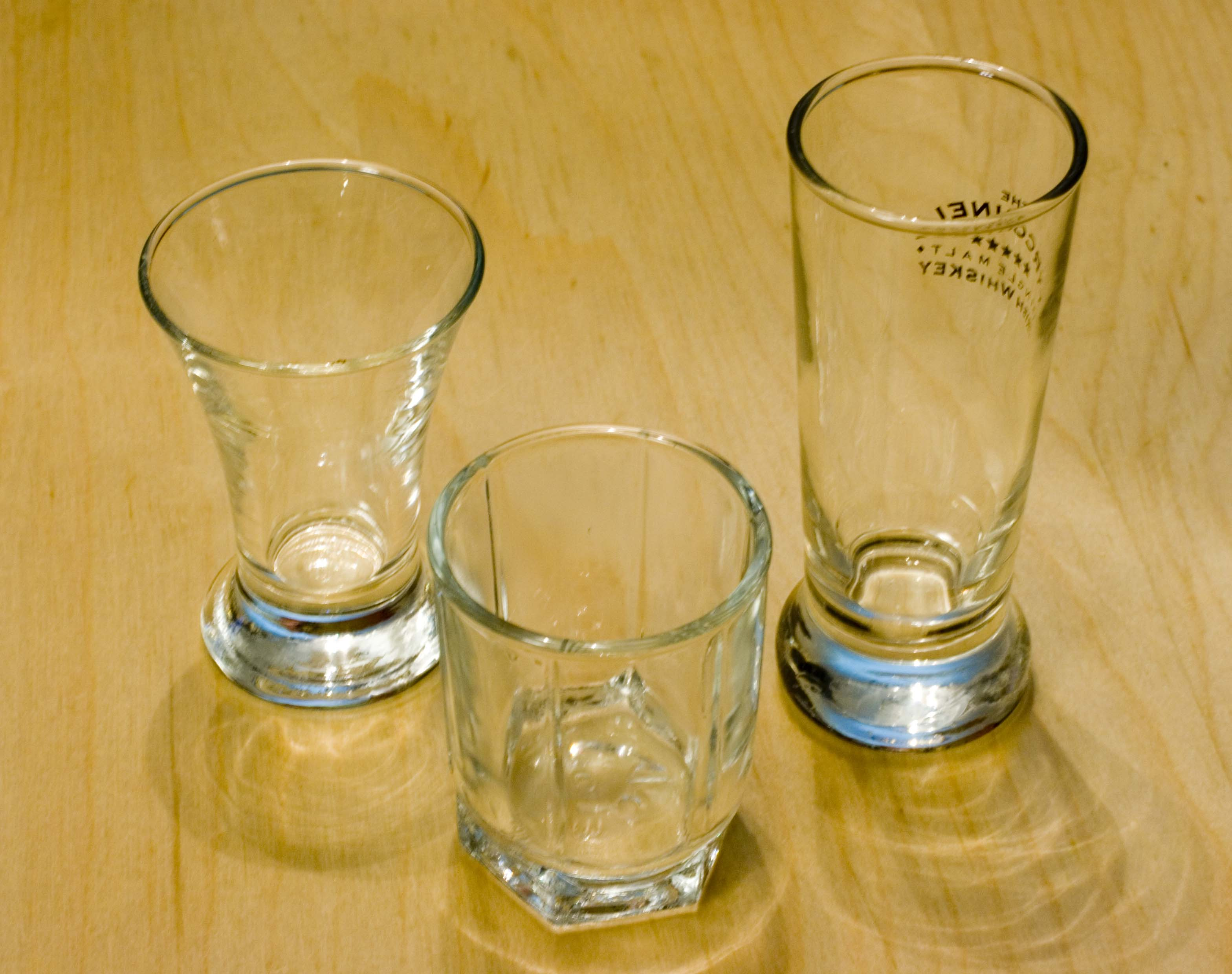
Drie borrel- of shotglazen met verschillende vormen

Een borrelglas of shotglas is een glaasje waar sterkedrank uit gedronken wordt. De borrelglazen in Nederland hebben een vaste inhoudsmaat van 35cc. Dit is bedoeld voor gedestilleerde dranken met een alcoholpercentage van ongeveer 40%. In België wordt dezelfde hoeveelheid gebruikt, maar doorgaans weergegeven als 3,5cl (centiliter). In de handel zijn borrelglazen te vinden van 2 tot 7 cl.